# 周郁
周郁（1430年—？），字文盛，號東隐，直隸河間府阜城縣人，軍籍。明朝政治人物。進士出身。

## 生平
順天府鄉試第四十七名。成化五年（1469年）乙丑科會試第一百二十名，殿試登進士第三甲第一百三十名。歷官南京户部郎中，弘治元年（1488年）七月升陕西行太僕寺少卿。

## 家族
曾祖父周耀先。祖父周士英。父亲周全。子周東，成化二十年進士。